# Bracia Hordubalowie
Bracia Hordubalowie (cz. Hordubalové) – czechosłowacki film dramatyczny z 1938 w reżyserii Martina Friča. Adaptacja powieści Karela Čapka „Hordubal”.

## Obsada
- Jaroslav Vojta jako Juraj Hordubal
- Paľo Bielik jako Michal Hordubal
- Suzanne Marwille jako Polana Hordubalová
- Mirko Eliáš jako Štěpán Manya
- František Kovářík jako baca Mišo
- Gustav Hilmar jako Gelnaj
- Alois Dvorský jako dr Václav Klenka
- Viktor Nejedlý jako pasażer pociągu
- František Říha jako pasażer pociągu
- Václav Menger jako konduktor w pociągu
- Ladislav Struna jako wieśniak
- Jan W. Speerger jako wieśniak
- Václav Mlčkovský jako wieśniak
- Vladimír Smíchovský jako robotnik w kamieniołomie
- Miloš Šubrt jako rolnik
- Karel Schleichert jako baca
- Přemysl Pražský jako prokurator
- František Filipovský jako adwokat
- Jaroslav Marvan jako biegły sądowy
- Antonín Kandert jako notariusz

## Źródła
- Bracia Hordubalowie w bazie IMDb (ang.)
- Bracia Hordubalowie w bazie Filmweb
- Hordubalové w bazie Kinobox.cz (cz.)
- Hordubalové. w bazie ČSFD.cz. (cz.).
- Hordubalové. w bazie FDb.cz. (cz.).